# ツェルナー錯視

ツェルナー錯視

ツェルナー錯視（ツェルナーさくし）とは古典的な錯視であり、発見者であるドイツの天体物理学者カール・フリードリッヒ・ツェルナーにちなんで命名された。

## 概要
1860年、ツェルナーは彼の発見を、Annalen der Physik und Chemieの編集者であった物理学者のヨハン・ポゲンドルフに伝えた。ポゲンドルフは後に、ツェルナーの図のなかに、関連するポゲンドルフ錯視を発見した。
この図では、黒い長線は平行ではないように見えるが、実際には平行である。短線は長線と角度をなしている。この角度は、長線の一方の端が、他方よりも我々に近いという印象を与える。このことは、ヴント錯視と類似する。ツェルナー錯視は奥行きの印象によって生じるのかもしれない。
錯視図形の色を変えたときに何が起こるかというのは興味深い。もし錯視図形の背景が赤地で、等輝度の緑で線を描いたとすると、錯視は消失する。
この錯視はヘリング錯視、ポゲンドルフ錯視、ミュラーリヤー錯視に類似する。これらはどれも、線分が背景によって歪んで見える錯視である。